# Herreruela de Oropesa
Herreruela de Oropesa è un comune spagnolo di 410 abitanti situato nella comunità autonoma di Castiglia-La Mancia.